# Bombardier
Bombardier Inc. es una empresa de Canadá del sector aeronáutico, con sede en Montreal, Quebec. Anteriormente también fabricaba vehículos de recreo y trenes, pero se deshizo de estos negocios tras vender sus filiales Bombardier Recreational Products y Bombardier Transportation en 2003 y 2021 respectivamente.

## Historia
En 1934, una tormenta de nieve impidió a Joseph-Armand Bombardier llegar al hospital más cercano con su hijo de dos años Yvon, que murió de  apendicitis agravada por peritonitis. Ello llevó a Bombardier, que era mecánico en un taller de Valcourt (Quebec), a diseñar y fabricar la primera motonieve en 1935. En 1945 fundó la empresa L'Auto-Neige Bombardier Limitée, que fue desarrollando y vendiendo todo tipo de vehículos de transporte en la nieve incluidas quitanieves y, posteriormente, vehículos militares.
En 1967 la empresa cambió de nombre a Bombardier Limited. En 1970 compró Rotax y en 1971 creó Can-Am.
Inició su expansión hacia el sector aeronáutico con la compra, en 1986, de Canadair, empresa que ese momento estaba en manos del gobierno canadiense, luego de registrar una de las más catastróficas pérdidas económicas en la historia reciente de la economía canadiense. En 1989 adquirió la firma norirlandesa Short Brothers, la cual estaba asimismo en quiebra. En 1990 Bombardier compró Learjet y en 1992 De Havilland Canada (en ese momento, filial de Boeing), heredando la serie de aviones turbopropulsados Dash.
Actualmente Bombardier está consolidado como el cuarto mayor fabricante aeronáutico del mundo, con lo cual la unidad de negocio Bombardier Aerospace representa más de la mitad de los ingresos del grupo. Learjet y Short Brothers continúan como empresas constituidas dentro del grupo, enfocadas en los aviones privados (la primera) y en los turbohélices (la segunda). Short Brothers posee una licencia de Embraer para fabricar el Tucano para los mercados europeo, africano y de Oriente Medio, bajo el nombre de Short Tucano.

## Productos y servicios

### Bombardier Aerospace

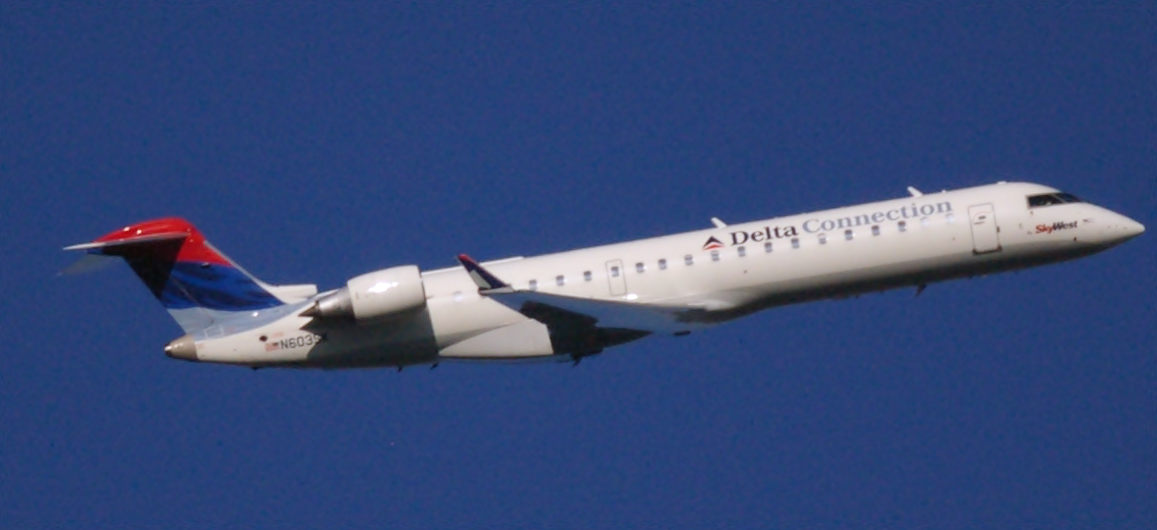
Un Bombardier CRJ700 operado por Delta Airlines.

En el año 1986, Bombardier compró la empresa Canadair después de que esta empresa, controlada por el Gobierno canadiense, registrase la mayor bancarrota en la historia corporativa de Canadá. Años más tarde también incorporaría a la unidad de negocio las empresas de Havilland Canada, Short Brothers y Learjet. Entre los productos más populares de Bombardier Aerospace están el avión regional Dash 8, así como los CRJ100/200/440, y CRJ700/900/1000. También fabrica el avión anfibio CL-415 especializado en tareas de extinción de incendios, así como los aviones de negocios Global Express y Challenger 600.
Bombardier Aerospace inauguró en Querétaro México su nueva planta que se encargará de la producción de los componentes de los aviones Learjet 85. Esta se encuentra dentro del parque aeroespacial de Querétaro. La producción de estos componentes está en funcionamiento desde 2013.